# Загає-Кіковські
Загає-Кіковські (пол. Zagaje Kikowskie) — село в Польщі, у гміні Солець-Здруй Буського повіту Свентокшиського воєводства.
Населення — 73 особи (2011).
У 1975-1998 роках село належало до Келецького воєводства.

## Демографія
Демографічна структура на день 31 березня 2011 року:
|          | Загалом | Допрацездатний вік | Працездатний вік | Постпрацездатний вік |
| -------- | ------- | ------------------ | ---------------- | -------------------- |
| Чоловіки | 34      | 3                  | 29               | 2                    |
| Жінки    | 39      | 6                  | 25               | 8                    |
| Разом    | 73      | 9                  | 54               | 10                   |